# Schloss Burghaslach

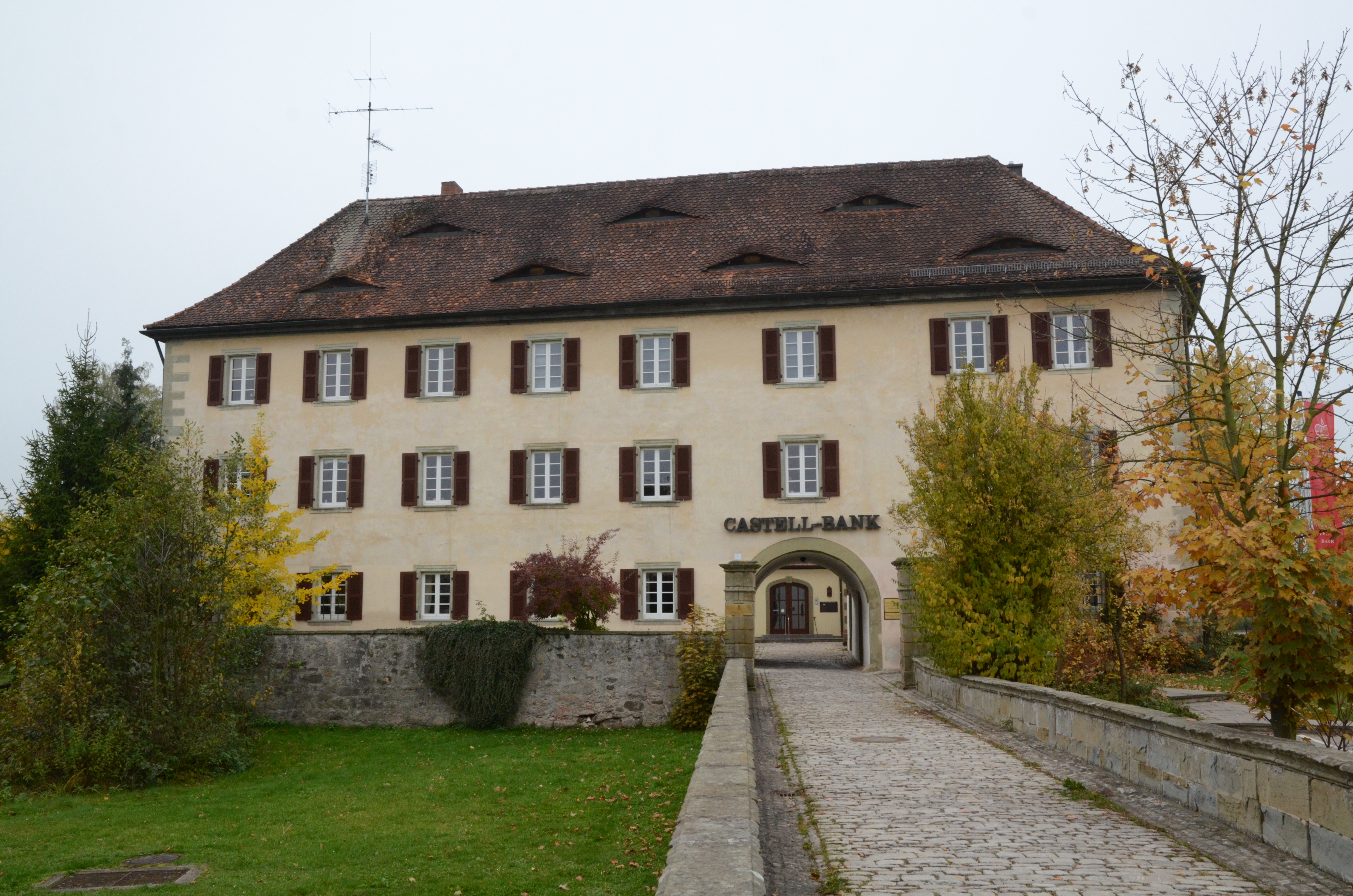
Schloss Burghaslach

Das Fürstlich Castell’sche Schloss Burghaslach ist ein Schloss im Markt Burghaslach, im mittelfränkischen Landkreis Neustadt an der Aisch-Bad Windsheim. In dem heutigen klassizistischen Bau aus dem frühen 19. Jahrhundert haben sich Mauerreste aus dem 17. Jahrhundert erhalten. Die Anlage geht auf eine hochmittelalterliche Wasserburg zurück, was an der Lage des Schlosses noch gut ersichtlich ist.

## Lage
Das Schloss steht im Zentrum von Burghaslach, gegenüber der evangelisch-lutherischen Pfarrkirche St. Ägidius. Neben dem Schloss fließt die Haslach. Diese speißte früher auch den heute bis auf einen kleinen Weiher trockengelegten Schlossgraben. Dieser zog sich um die ovale Burganlage auf deren Fläche das heutige Schlossgebäude errichtet wurde. Im Norden und Westen ist der Graben heute mit einem Parkplatz überbaut.

## Historie
- 1314 erwähnt
- 16./17. Jh. Bau des Nordflügels
- 1778 Bau der Steinbrücke
- 18. Jh. Bau des Stallgebäudes
- 1813 Trockenlegung des Grabens
- Anfang 19. Jh. Umbau des Nordflügels
- 1822–1826 Bau des Ostflügels[2]

## Denkmal
Das Schloss ist in der Bayerischen Denkmalliste unter der Nummer D-5-75-116-7 mit folgender Beschreibung gelistet: „Schloss, dreigeschossiger Walmdachbau über Hakengrundriss mit Fledermausgauben und Hausteinrahmungen, Ostflügel mit rundbogiger Durchfahrt, Nordflügel im Kern 17. Jh., Um- und Neubau 1822–26; Brücke, fünfjochige Bogenbrücke aus Quadern mit Lisenen und profilierter Abdeckung, 1778, Brückenbrüstung endet an zweihohen genuteten Sandsteinpfeilern, um 1800; Brüstungsmauer, niedrige Mauer mithalbrunden Abschluss, 1778; Schlossgraben, im südöstlichen Bereich noch erkennbar.“